# Simeon Bühler
Simeon Bühler (* 10. März 1942, heimatberechtigt in Tschappina) ist ein Schweizer Politiker (SVP).
Als Nachfolger von Ulrich Gadient, welcher in den Ständerat gewählt wurde, rückte Bühler am 3. März 1980 in den Nationalrat nach. Am  31. Dezember 1994 schied er aus dem Amt aus.
Bühler wohnt in Zizers.